# عصرانه کودک
عصرانه کودک عنوان فیلمی است فرانسوی در ژانر مستند، صامت، سیاه و سفید و کوتاه به کارگردانی لوئیس لومیر. این فیلم محصول سال ۱۸۹۵ میلادی بوده و از نوع ۳۵ میلی‌متری است.